# 인스티튜트
인스티튜트(institute)는 특정 목적을 위해 만들어진 단체다. 한국어로 번역하면 -원(院), 기관(機關), 기구(機構) 등으로 번역할 수 있다.
많은 경우 연구가 그 목적이기에 연구소(리서치 인스티튜트)가 곧 인스티튜트로 여겨지기도 하지만 동일한 개념은 아니다.
일본에서는 사립학교가 "인스티튜트"를 칭하기도 하고, 스페인에서는 중등학교를 인스티튜트라고 한다.
영국에서는 "최고 수준의 전문 연구를 수행하는 단체"라고 인정받은 단체만 "연구원"(인스티튜트)을 칭할 수 있다고 사업체명명법에서 규정하고 있다. 허가 없이 "연구원"을 칭하면 불법이다.

## 같이 보기
- 연합체
- 고등교육
- 제도 (사회)
- 연구 기관